# Anandana
Anandana è un arrondissement del Benin situato nella città di Copargo (dipartimento di Donga) con 9.449 abitanti (dato 2006).